# 수이어
수이어(Sui, 중국어: 水語 Shuǐyǔ[*])는 중국 구이저우성에 주로 분포하는 수이족의 언어로, 둥족의 캄어와 함께 타이카다이어족의 캄수이어파에 속한다. 에스놀로그에 의하면 2007년 기준 약 30만 명의 화자가 있다. 방언은 크게 삼동(三洞), 양안(阳安), 반동(潘洞) 방언으로 구분되며 화자 대부분은 삼동 방언을 사용한다. 수서(水書)로 불리는 독자적인 문자 체계도 있어 의례 등에 사용된다.
수이어는 자음의 종류가 풍부한 것이 특징적인데 방언에 따라 자음 개수가 최대 70개에 달한다. 모음은 /i e ə a aː o u/의 7개이며 이중모음으로 /ai̯ aːi̯ oi̯ ui̯ au̯ aːu̯ eu̯ iu̯/가 있다. 6~7개의 성조가 있는데 억지음절(checked vowel)에서는 2개로 줄어든다.